# Belair National Park

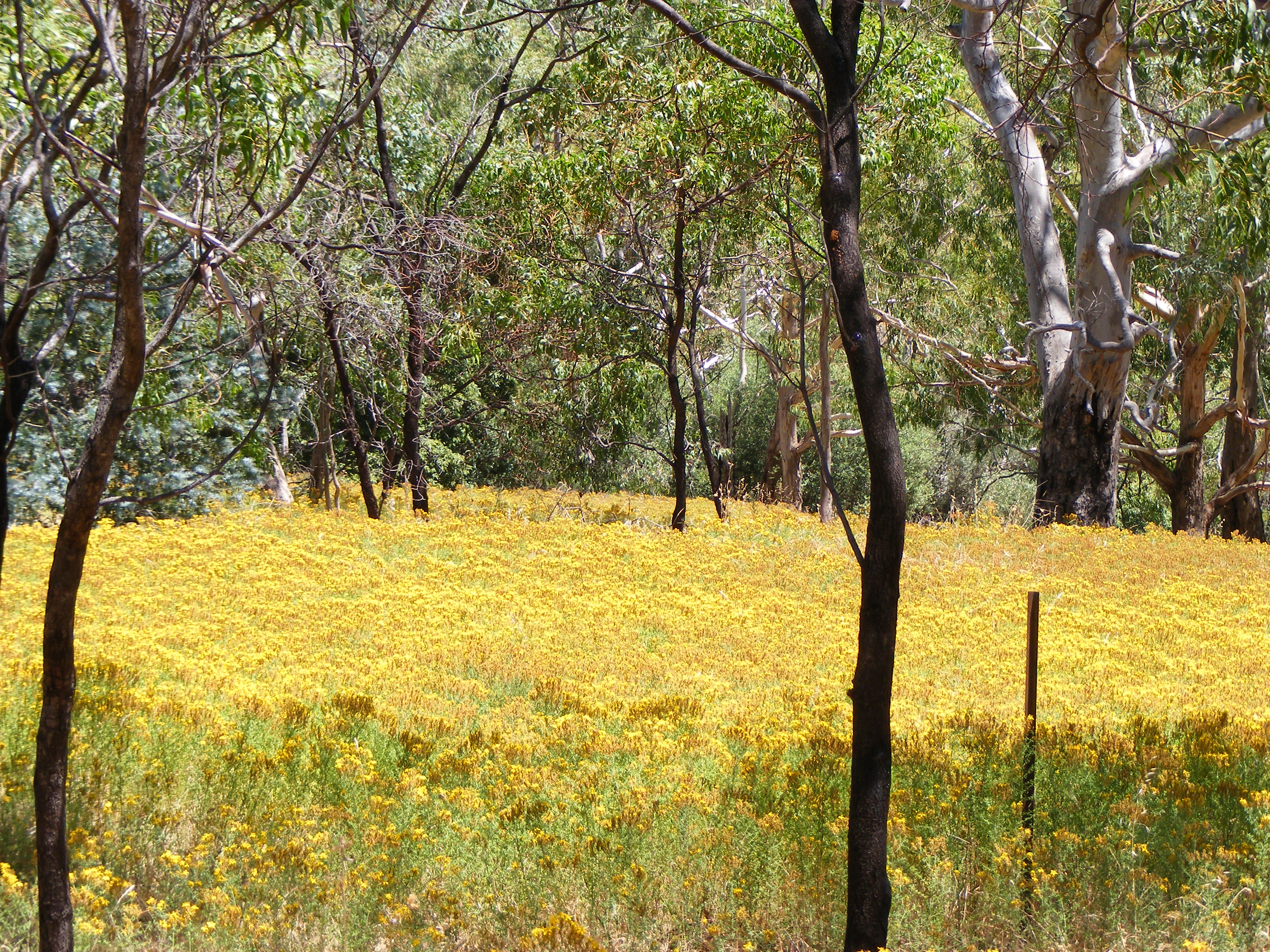
Dziurawiec zwyczajny w parku

Belair Natonal Park – jeden z najstarszych parków narodowych świata, założony w 1891 roku na terenie dzisiejszej Australii Południowej.